# Ilia Ponomarev
Pour les articles homonymes, voir Ponomarev.
Ilia Vladimirovich Ponomarev, en russe : Илья Владимирович Пономарёв (Ilya Vladimirovitch Ponomariov), né le 6 août 1975 à Moscou, est un homme politique russe, membre du Parti communiste de la fédération de Russie, de Russie juste puis de l'Alliance des Verts. Il est député à la Douma de 2007 à 2016.
Il est le seul membre de la Douma à voter contre l'annexion de la Crimée en 2014, et le seul à ne pas voter pour l'interdiction législative de la propagande homosexuelle en Russie en 2013.
À partir de 2016, il se réfugie à Kyïv, en Ukraine.

## Situation personnelle
Ilya Ponomarev a obtenu une licence en physique à l'Université d'État de Moscou puis un master en administration publique à l'université sociale d'État de Russie. De 2002 à 2007, il a été responsable de l'information pour le Parti communiste russe.

## Carrière

### Idéologie
Les opinions politiques de Ponomarev sont considérées comme de la « gauche peu orthodoxe » : une position libertaire progressiste. Certaines personnes le décrivent comme « néocommuniste », et les critiques à l'intérieur du Parti communiste de Russie l'ont identifié comme « néotrotskyste ». Les objectifs politiques de Ponomarev étaient les suivants :
- l'égalité d'accès à l'éducation, pour créer des chances égales pour tous ;
- un gouvernement non restrictif qui serait progressivement remplacé par la démocratie directe ;
- la promotion de l'entrepreneuriat social et commercial et de l'innovation pour transformer la société ;
- voyage sans visa et abolition des frontières nationales ;
- la protection des libertés individuelles pour les groupes minoritaires, y compris des droits et des protections accrus pour les femmes et les personnes LGBT[5].

Sur le plan international, Ponomarev a préconisé une « Union du Nord » plus large entre les nations d'Europe, des Amériques et de l'ex-URSS, mais critique vivement le modèle américain de mondialisation illustré par le FMI, l'OMC et les structures du G8. Il décrit ses propositions comme un « mondialisme social », et critique le nationalisme et le cléricalisme. Il a également critiqué le processus de privatisation en Russie et a blâmé ses architectes néolibéraux pour l'échec à établir une véritable démocratie en Russie.
Le 25 janvier 2014, l'Alliance des Verts – Parti populaire dirigé par Gleb Fetissov s'est uni lors de son 3e congrès avec quatre micro-partis : les sociaux-démocrates de Russie, la Liberté et la Justice de Guennadi Goudkov, Kolokol (« la cloche ») et le Parti des Citoyens libres. Guennadi Goudkov et Gleb Fetissov sont devenus coprésidents de l'Alliance des Verts et des sociaux-démocrates. Oleg Mitvol est devenu président du conseil central de l'alliance et Ilia Ponomarev devient membre du conseil du parti, aux côtés de Gleb Fetissov, Dmitri Goudkov, Elena Loukianova, Dmitri Nekrassov et d'autres.

### L'incident Leonid Razvozjaïev
En octobre 2012, la chaîne d'informations progouvernementale NTV diffuse un documentaire dans lequel l'assistant de Ponomarev, Leonid Razvozjaïev (en), est accusé d'avoir arrangé une rencontre entre un ex-leader de l'opposition, Sergueï Oudaltsov du Front de gauche, et Guivi Targamadze, dans le but de renverser le Président Vladimir Poutine. Un porte-parole des enquêteurs russes affirme que le gouvernement considérait des charges de terrorisme contre Oudaltsov et Razvozjaïev, Oudaltsov ainsi que Constantin Lebedev, un assistant d'Oudaltsov, sont accusés de « comploter des émeutes de masse ». Razvozjaïev s'envole vers Kiev, en Ukraine, où il demande l'asile auprès du Haut Commissariat des Nations unies pour les réfugiés, mais il disparaît après avoir quitté le bureau. Il refait surface à Moscou trois jours plus tard, où le site web Life News le filme quittant un tribunal de Moscou, clamant qu'il avait été enlevé et torturé,. Un porte-parole du Comité d'enquête de la fédération de Russie affirme que Razvozjaïev n'a pas été enlevé, mais s'est rendu librement et volontairement pour confesser sa conspiration avec Oudaltsov et Lebedev.
Vladimir Bourmatov, un parlementaire de Russie unie, demande à Ponomarev de démissionner de son mandat à la Douma en raison de son association avec Razvozjaïev.
En août 2014, Oudaltsov et Razvozjaïev sont condamnés à 4 ans et demi de camp.

### Activités d'opposition en exil
Après qu'un ancien parlementaire russe, Denis Voronenkov, a été assassiné à Kiev le 23 mars 2017, M. Ponomarev a été protégé par les services de sécurité ukrainiens.
Début 2022, M. Ponomarev a lancé une chaîne de télévision en russe appelée "Matin de février" (en russe : Утра Февраля) et un fil d'actualité sur l'application Telegramn appelé "Rospartisan" (en russe : Роспартизан). The Guardian indique que ces plateformes relaient des activités anti-gouvernementales en Russie, telles que des attaques contre des centres de recrutement militaires.
M. Ponomarev et ses médias ont attiré l’attention des médias occidentaux après l'attentat à la voiture piégée contre Daria Dougina. À cette occasion, il a lu en personne une déclaration revendiquant l'attentat au nom d'un groupe s'appelant l'Armée nationale républicaine (en russe : Национальная республиканская армия (НРА)). Il a aussi utilisé ses médias, Matin de février et Rospartisan, pour publier le manifeste de l'Armée nationale républicaine, dont le but est de renverser Vladimir Poutine. La déclaration appelle à la mutinerie dans l'armée russe, l'adoption du drapeau blanc-bleu-blanc et la fin d'une guerre "fratricide entre peuples slaves".
La presse internationale, notamment le Guardian et Associated Press, n'a pas confirmé la responsabilité de l'Armée nationale républicaine dans l'attentat contre Daria Dougina. Le 22 août 2022, l'agence de presse officielle russe TASS a déclaré que l'assassin était un citoyen ukrainien, citant les services de sécurité fédéraux.
Son épouse et lui sont blessés par une attaque de drones russe le 1er août 2024,.